# أليكساندر تسيغلر
أليكساندر تسيغلر (بالفرنسية: Alexandre Ziegler)‏ هو دبلوماسي فرنسي، ولد في 8 سبتمبر 1969.